# U nang buồng trứng
U nang buồng trứng là loại khối u thường gặp nhất, chiếm tỉ lệ 3,6 % các bệnh phụ khoa. Bệnh phát triển âm thầm, lặng lẽ, có thời gian im lặng kéo dài, nhưng khi chuyển sang ác tính thì tiến triển rất nhanh...Giai đoạn dễ bị mắc bệnh nhất là khi chị em ở trong độ tuổi sinh đẻ. Nếu không được phát hiện sớm, u nang có thể biến chứng thành ung thư buồng trứng, ảnh hưởng đến khả năng có con, thậm chí nguy hại đến tính mạng của phụ nữ. U nang buồng trứng có thể phát triển từ các mô của buồng trứng hay từ mô của các cơ quan khác trong cơ thể, tồn tại dưới nhiều dạng khác nhau với nhiều biến chứng khác nhau, trong đó xoắn u nang buồng trứng là dạng biến chứng nguy hiểm, đe dọa tính mạng người bệnh, bệnh gặp ở mọi lứa tuổi, đặc biệt là phụ nữ lứa tuổi 30 trở lên.

## Triệu chứng
Ở nhiều trường hợp, u nang buồng trứng khó phát hiện và không biểu hiện dấu hiệu cảnh báo rõ ràng. Tuy nhiên, vẫn có một số triệu chứng có thể giúp bạn lưu ý. U nang buồng trứng là bao nang chứa đầy dịch, hình thành trong buồng trứng của người phụ nữ.
Các nhà khoa học ở Cơ quan Quản lý sức khỏe và con người Mỹ cho biết, các triệu chứng nghi ngờ có u nang buồng trứng là:
- Đau hoặc tức vùng bụng, hoặc cảm giác đầy bụng.

- Đau mơ hồ ở vùng thắt lưng và đùi.

- Đi tiểu khó.

- Đau khi giao hợp.

- Tăng cân không rõ nguyên nhân.

- Đau nhức vú, buồn nôn hoặc nôn.

- Đau hoặc ra huyết bất thường trong chu kỳ kinh nguyệt.

Khi có một số triệu chứng trên, bạn nên khẩn trương tới cơ sở y tế để khám kiểm tra. Đặc biệt, cần khám cấp cứu nếu có một trong những triệu chứng sau: Đau kèm sốt và nôn; đột ngột đau bụng dữ dội; hoa mắt, chóng mặt hoặc suy kiệt; thở nhanh nông không rõ nguyên nhân.

## Diễn biến
Các diễn tiến tự nhiên có thể xảy ra đối với một khối u nang buồng trứng là:
- Khối u không gia tăng thêm kích thước: thường hiếm gặp.

- Khối u biến mất: thường xảy ra đối với những khối u cơ năng sau theo dõi từ 2-3 tháng.

- Khối u ngày càng to ra: bụng ngày càng to, có thể kèm thêm các biến chứng do chèn ép như đau bụng dưới, bí tiểu, rối loạn đi tiêu, báng bụng…

- Khối u bị xoắn: khối u bị xoắn quanh cuống (giống như quả trên cành nhưng cuống của khối u buồng trứng vốn là các mạch máu đến và đi từ buồng trứng) làm cho tuần hoàn đến buồng trứng bị ngưng trệ, khối u ngày càng to ra do ứ đọng máu bẩn trong khi máu đến nuôi bị thiếu dẫn đến hoại tử hay vỡ ra. Xoắn hay vỡ là tình trạng cấp cứu cần phải được phẫu thuật ngay.

Ngoài ra, không có hiện tượng một khối u nang buồng trứng để lâu ngày sẽ trở thành ung thư buồng trứng mà chỉ có tình trạng ung thư buồng trứng không được chẩn đoán và xử trí sớm để khối ung thư ngày càng phát triển trầm trọng thêm.

## Các dạng thường gặp

### Nang lạc tuyến buồng trứng
Hay gọi đúng hơn là lạc nội mạc tử cung ở buồng trứng. Nội mạc tử cung là lớp màng trong của tử cung, gồm 2 phần, phần nền hầu như không thay đổi và phần tăng trưởng là phần sẽ thay đổi theo chu kỳ kinh nguyệt, trong quá trình mang thai và khi sinh nở. Thông thường, theo chu kỳ kinh nguyệt, phần tăng trưởng này sẽ phát triển ngày càng dày lên, tích tụ nhiều chất dinh dưỡng nhằm tạo mọi điều kiện thuận lợi để trứng thụ tinh sẽ đến làm tổ khi có thai.
Gần hết chu kỳ kinh, do thay đổi nội tiết tố sinh dục nữ, lớp tăng trưởng này sẽ bong ra và tạo ra hiện tượng hành kinh, sau đó, phần này lại tiếp tục tăng trưởng vào chu kỳ kinh sau và cứ thế duy trì suốt giai đoạn tuổi sinh sản.
Trong bệnh lý lạc nội mạc tử cung, nội mạc tử cung sẽ hiện diện ở nhiều nơi khác ngoài lòng tử cung như trong ổ bụng, tại vòi trứng, tại buồng trứng, hoặc bám trên thành ruột v.v… Mặc dù nằm lạc chỗ nhưng các phần nội mạc này vẫn bị ảnh hưởng bởi nội tiết tố sinh dục nên vẫn phát triển dày lên, cương tụ rồi bong ra và gây xuất tiết vào ngày hành kinh. Tuy nhiên, dịch xuất tiết và xuất huyết từ đám nội mạc này sẽ không được tống ra ngoài như máu kinh mà bị tích tụ lại tại chỗ và ngày càng nhiều lên. Khối lạc chỗ sẽ ngày càng to ra và tạo thành các khối nang chứa dịch, máu và nội mạc tử cung.
Nguyên nhân của bệnh cho tới nay vẫn còn chưa rõ ràng, được giải thích là do nội mạc tử cung khi sinh ra đã có mặt ở các vị trí bất thường, hoặc do hiện tượng nội mạc bong ra khi hành kinh đã đi ngược dòng từ lòng tử cung trở ngược ra vòi trứng và có mặt tại các nơi khác trong ổ bụng.
Triệu chứng của tình trạng này là xuất hiện cơn đau bụng kinh ngày càng gia tăng kèm một khối u vùng bụng ngày càng to ra. Điều trị thuốc được ưu tiên chỉ định khi khối u còn nhỏ hoặc trước và sau khi phẫu thuật nhằm tiêu diệt triệt để các khối lạc chỗ. Tuy nhiên, bệnh rất thường hay tái phát.

### U bì buồng trứng
Đa số là u lành. Tổ chức u là tổ chức phát triển từ mô thượng bì trong thời phôi thai. Khi phẫu thuật sẽ thấy bên trong khối u có chất bã đậu vàng, nhiều lông tóc, xương, răng …

### Ung thư buồng trứng
Ung thư buồng trứng cũng được xếp vào trong các dạng đặc biệt của u nang vì tính chất ung thư chỉ biết được sau khi phẫu thuật, còn trước đó, khi thăm khám vẫn chẩn đoán là u nang.
Ung thư buồng trứng có thể phát triển trên mọi độ tuổi và thường được phát hiện trễ do triệu chứng của khối u buồng trứng thường rất mơ hồ. Hơn nữa, vị trí của buồng trứng tiếp xúc nhiều với ổ bụng, do đó thường có di căn xa từ rất sớm.
Điều trị ung thư buồng trứng gồm phẫu thuật và hóa trị bổ sung sau đó. Tùy theo mức độ bệnh, có khi đòi hỏi phẫu thuật lấy hết cả hai buồng trứng và cả tử cung, dù tuổi đời bệnh nhân còn rất trẻ.

## Phân loại
U nang buồng trứng được phân loại dựa theo 3 đặc tính:

### Theo tích chất khối u
Khối u đặc hay u chứa dịch (dịch trong hoặc dịch nhày…). Siêu âm có thể cho biết được điều này.

### Theo kích thước hay hình dạng khối u
Một khối u nhỏ thường gợi ý là do cơ năng (nghĩa là do thay đổi sinh lý trong cơ thể) nên cơ thể sẽ tự điều chỉnh. U nang buồng trứng cơ năng còn được gọi là nang cơ năng buồng trứng.

### Theo bản chất lành hay ác tính
U ác tính ý chỉ ung thư buồng trứng, loại này có thể phát triển từ mô buồng trứng hay do di căn từ các cơ quan khác trong ổ bụng (ung thư buồng trứng do di căn).
Tuy nhiên, thăm khám hay làm xét nghiệm không thể xác định được khối u nào là lành tính hay ác tính. Tính chất lành/ác chỉ có thể được nhận biết sau khi phẫu thuật và lấy khối u đem đi xét nghiệm giải phẫu bệnh (dân gian hay gọi nôm na là "thử thịt"). Một khối u phát triển nhanh, gây ảnh hưởng nhiều đối với sức khỏe có thể gợi ý đến ung thư.

## Điều trị
Tùy theo kích thước và tính chất khối u cũng như nguyện vọng sinh đẻ của bệnh nhân mà chọn phương pháp phẫu thuật triệt để cắt bỏ toàn bộ khối u và buồng trứng bên bệnh hay chỉ bóc tách khối u để lại phần buồng trứng lành, mặc dù bóc tách khối u có thể làm tăng nguy cơ tái phát u nang buồng trứng.
Nếu kích thước khối u < 6 cm thì thường là u nang cơ năng, cần theo dõi thêm trong vài vòng kinh. Nếu khối u có kích thước lớn, hoặc đã chẩn đoán là nang thực thể thì cần phẫu thuật cắt bỏ khối u để phòng các biến chứng hoặc ung thư hóa.
Trường hợp của bạn, cần tham khảo ý kiến bác sĩ khám và điều trị cho bạn. Bác sĩ sẽ căn cứ vào kết quả thăm khám trực tiếp và các kết quả xét nghiệm sẽ cho bạn lời khuyên chính xác.